# Plinia marqueteana
Plinia marqueteana är en myrtenväxtart som beskrevs av Graziela Maciel Barroso. Plinia marqueteana ingår i släktet Plinia och familjen myrtenväxter. Inga underarter finns listade i Catalogue of Life.